# Beim Jagerbauer

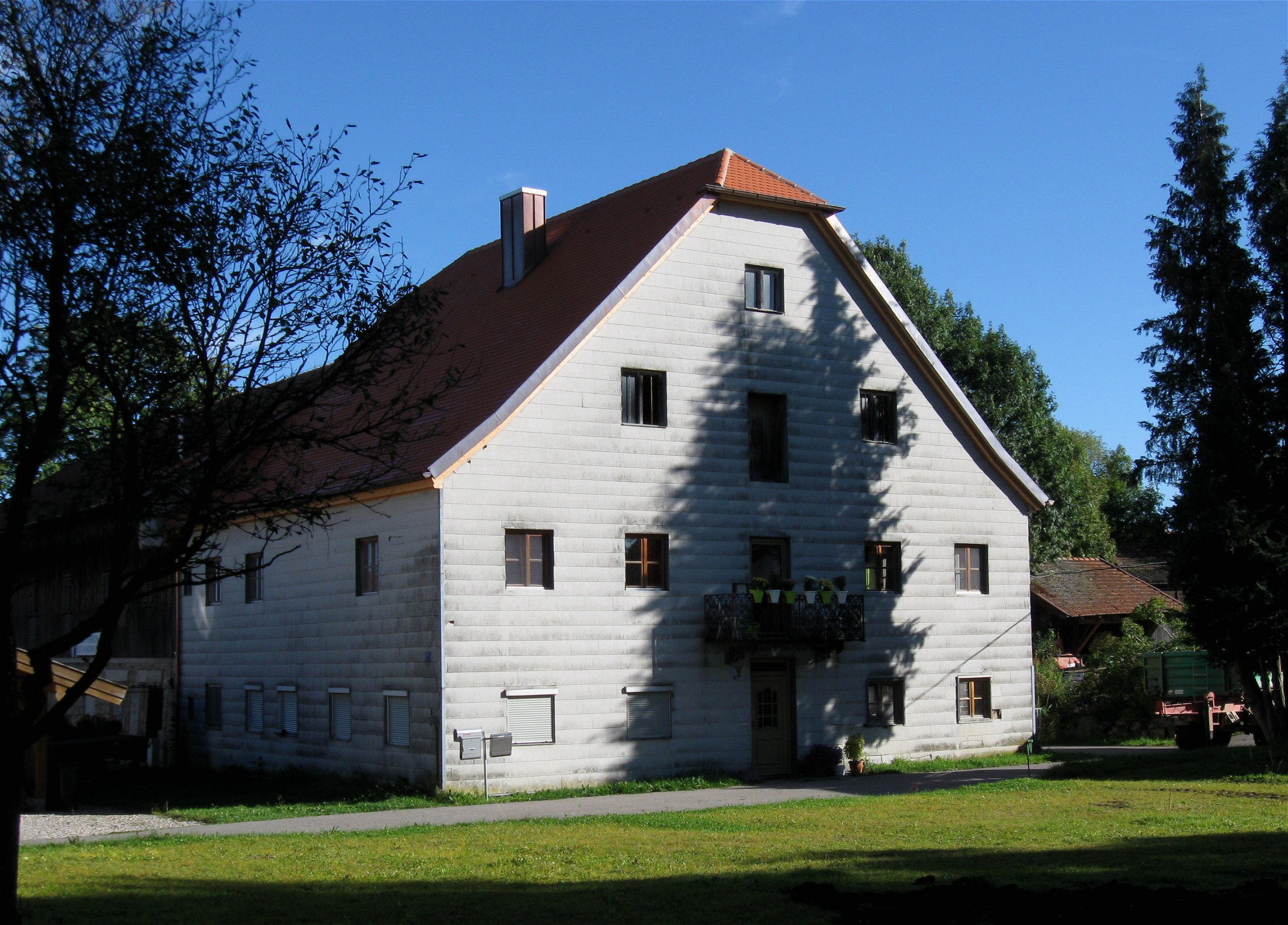
Haus Beim Jagerbauer in Großhelfendorf

Das Bauernhaus Beim Jagerbauer in Großhelfendorf, einem Gemeindeteil von Aying im oberbayerischen Landkreis München, ist ein geschütztes Baudenkmal. Das Gebäude mit der Adresse Gruber Straße 3 wurde vermutlich im 18. Jahrhundert errichtet.
Der zweigeschossige Massivbau mit fünf zu fünf Fensterachsen besitzt ein steiles Krüppelwalmdach.